# Alternatore

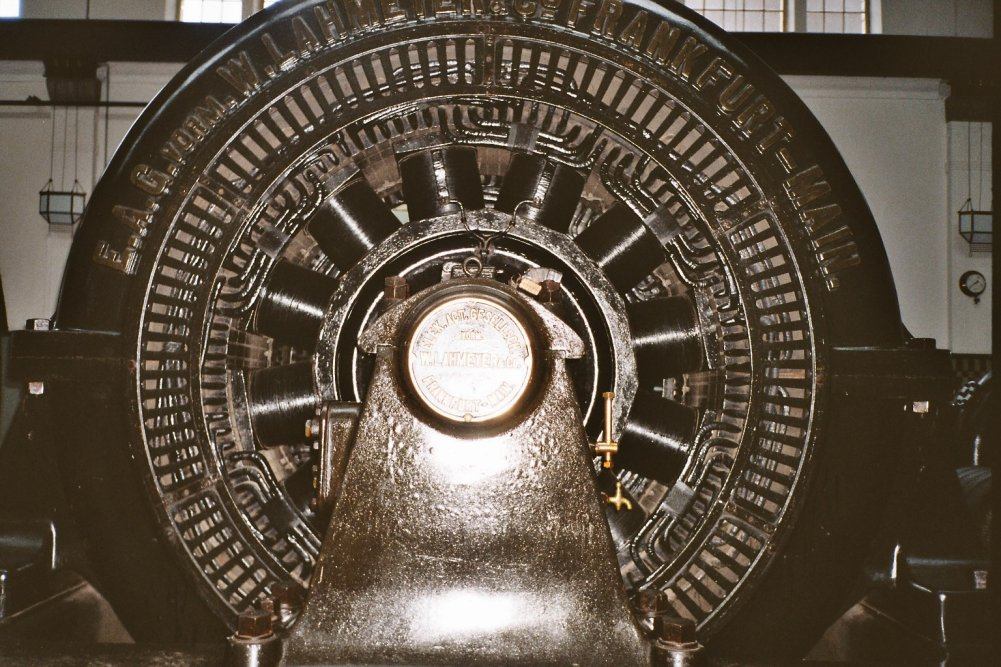
Immagine storica di alternatore trifase della Kraftwerk Heimbach, Germania

L'alternatore è un generatore elettrico che converte l'energia meccanica in energia elettrica sotto forma di corrente alternata. Per ragioni di costo e semplicità, la maggior parte degli alternatori utilizza un campo magnetico rotante con un'armatura stazionaria. Occasionalmente viene utilizzato un alternatore lineare o un'armatura rotante con un campo magnetico stazionario. In linea di principio, qualsiasi generatore elettrico di corrente alternata può essere chiamato alternatore, ma di solito il termine si riferisce a piccole macchine rotanti azionate da motori automobilistici e altri motori a combustione interna.
Un alternatore che utilizza un magnete permanente per il suo campo magnetico è chiamato magneto. Gli alternatori nelle centrali elettriche azionate da turbine a vapore sono chiamati turboalternatori. I grandi alternatori trifase da 50 o 60 Hz nelle centrali elettriche generano la maggior parte dell'energia elettrica mondiale, che viene distribuita dalle reti elettriche.
La rete elettrica è, per la maggior parte, alimentata da alternatori, poiché tali generatori costituiscono il mezzo di conversione di energia presente nelle principali centrali elettriche.

## Principio costruttivo
Il principio costruttivo e di funzionamento varia a seconda del tipo di generatore.

### Generatore sincrono
La macchina è costituita da una parte cava fissa, chiamata statore, al cui interno ruota una parte cilindrica calettata sull'albero di rotazione, detta rotore.
Il rotore genera il campo magnetico rotante per mezzo di elettromagneti, in alternativa vengono utilizzati dei magneti permanenti che non necessitano di alimentazione. Sullo statore sono presenti gli avvolgimenti elettrici su cui vengono indotte le forze elettromotrici che sosterranno la corrente elettrica prodotta. La frequenza dei giri del rotore è data dalla formula: {\displaystyle {\text{Giri rotore/sec}}={\frac {\text{Frequenza della corrente}}{\text{Numero di coppie polari nel rotore}}}}.  Unica eccezione si ha negli alternatori trifase o bifase motociclistici, dove gli alternatori non sono dei veri alternatori trifase o bifase, ma sono tre o due alternatori monofase disposti equidistanti e soggetti a tre o due coppie polari per rotazione, quindi si hanno tre o due onde sinusoidali non sfasate.
La tipologia costruttiva varia notevolmente a seconda del tipo di macchina a cui sono accoppiati. Nel caso di alternatori siti in centrali idroelettriche, dove la turbina idraulica ha velocità di rotazione non troppo elevata, dell'ordine di poche centinaia di giri al minuto, l'avvolgimento rotorico sporge rispetto all'albero (si parla di macchina ad N "poli salienti"). La velocità dipende dalle caratteristiche della turbina idraulica ed è inversamente proporzionale al numero dei poli.
Alternatori accoppiati a turbomacchine (turbine a gas o a vapore) hanno l'avvolgimento rotorico alloggiato in cave, velocità di rotazione maggiore, e si distinguono ulteriormente per tipologia di raffreddamento, ad aria, acqua e ad idrogeno.
Il rendimento di questi alternatori è molto alto, intorno al 0,97 (97%) per scendere fino al 0,83 (83%).

### Generatore asincrono
Nel caso invece si utilizzi come base un motore asincrono, tale motore viene utilizzato come generatore soltanto quando le potenze in gioco sono contenute e principalmente quando è collegato a una rete elettrica prevalente (rete nazionale), che è mantenuta in tensione da alternatori sincroni.
Il motore asincrono per poter funzionare come generatore preleva energia reattiva dalla rete per magnetizzare il circuito rotorico (essendo i circuiti rotorici a gabbia di scoiattolo privi d'eccitazione), il rotore viene poi avviato tramite una sorgente energetica esterna (fonte meccanica) e portato in ipersincronismo (il rotore ruota più velocemente del campo magnetico dello statore), diventando generatore di energia. In questa condizione, mentre eroga potenza attiva verso la rete prevalente, assorbe contemporaneamente potenza reattiva per tenere alimentato il campo magnetico rotante.
Secondo alcuni studi il rendimento di tali macchine dovrebbe essere attestato intorno a 0,6 (60%), per scendere fino a 0,4 (40%) risultando quindi molto inferiore in confronto al sistema sincrono, ma col vantaggio d'essere robusto e semplice da gestire, in quanto, in caso d'aumento della velocità dell'albero non si ha la sovrafrequenza (frequenza più elevata), ma fenomeni meccanici localizzati ad esempio nell'albero (come la frenatura).
Per far funzionare un generatore asincrono in isola (senza rete principale esterna in collegamento, ma essendo il solo generatore), si utilizzano dei condensatori collegati ai morsetti del motore, sia per l'uscita trifase 220/380 con 3 condensatori 400 volt a stella 15 microfarad per kW, che per quella monofase a 230 V, con la tecnica del C-2C, due condensatori di cui il secondo ("2C") del valore doppio del primo ("c"), che forniscono la potenza reattiva necessaria al motore, permettendone il suo funzionamento come generatore. Il difetto di quest'applicazione è la necessità di un regolatore meccanico sul sistema di potenza (motore endotermico, turbina ecc) o elettronico a dissipazione situato a valle del motore/generatore asincrono in isola. Di conseguenza si avrà una frequenza e una tensione stabile al variare del carico elettrico allacciato. Questa tecnica si chiama IGC (Induction Generator Controller) ed è usata spesso nelle turbine idroelettriche anche oltre i 50 kW funzionanti in isola. Ovviamente servirà una resistenza elettrica (zavorra) atta a dissipare tutta la potenza prodotta. A volte sulle turbine idrauliche in isola si usa anche un misto tra le due tecniche, inutile dire che è assurdo usare tale sistema con motore asincrono come generatore per un gruppo elettrogeno in isola: meglio un alternatore sincrono, infatti l'asincrono in isola si usa solo per le turbine idrauliche bi a bassa potenza, ma il carico dovrà essere prevalentemente resistivo, pena il rischio della diseccitazione, con conseguente perdita di tensione e aumento di velocità (fuga della turbina/motore primo). Gli asincroni si possono usare in parallelo alla rete che fornisce la tensione di eccitazione per le turbine idrauliche che cedono energia in parallelo alla rete nazionale.

## Impieghi pratici

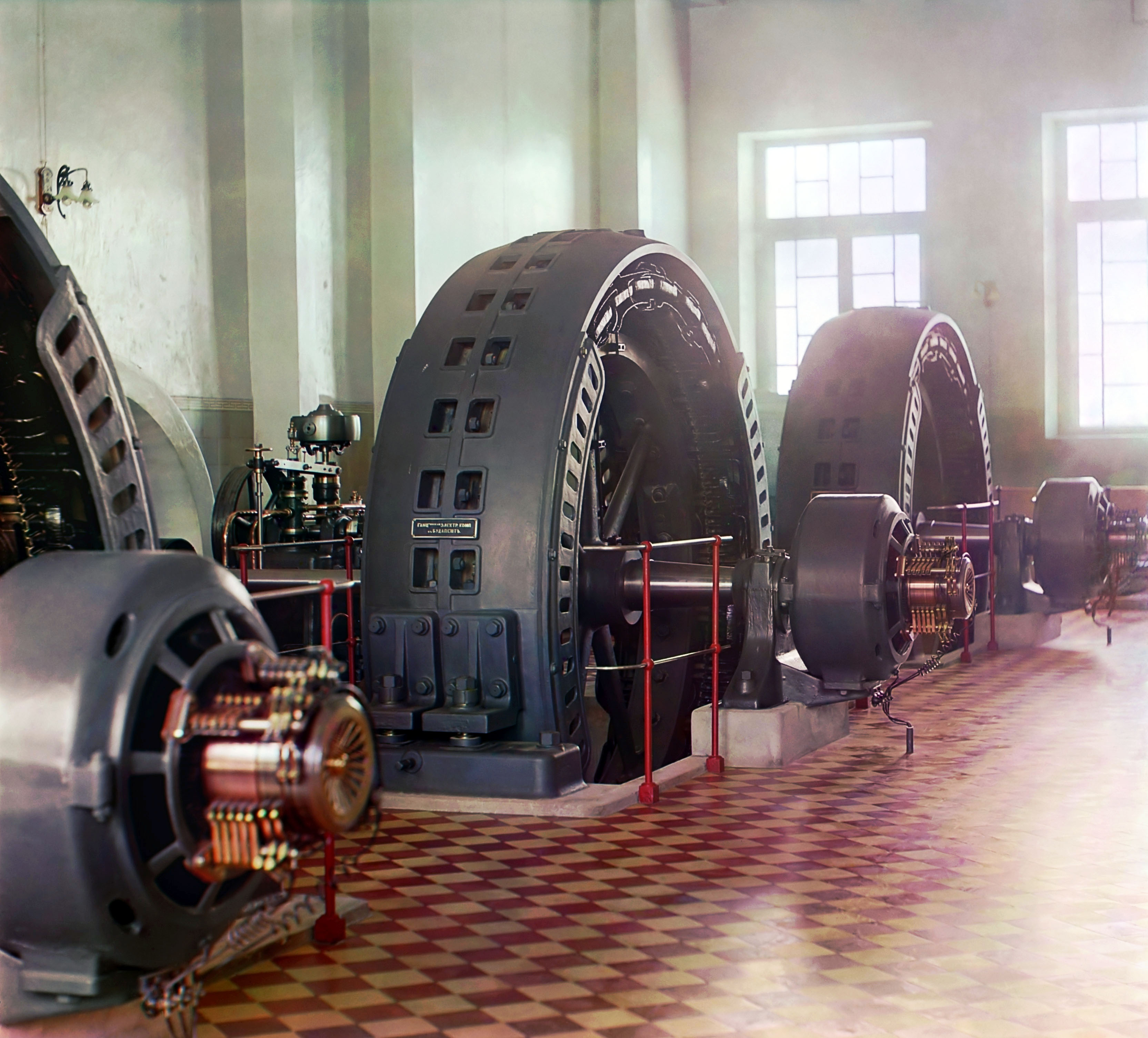
Immagine storica: Alternatori utilizzati in una sala macchine di inizio Novecento (1909) di una centrale idroelettrica in Turkmenistan, (Impero russo), per la produzione di energia elettrica.

Sono molti gli utilizzi degli alternatori, che vengono impiegati in quasi tutte le centrali di produzione di energia elettrica le quali poi la trasformano in modo da consentirne il trasporto e la distribuzione per uso industriale e domestico. Il procedimento che alimenta meccanicamente l'albero dell'alternatore è simile a tutte le tipologie di centrali e si basa su una turbina o un motore endotermico.
In questo caso rientrano quelle in grado di sfruttare l'energia potenziale, come le centrali idroelettriche, o l'energia termica del vapore, come le termoelettriche, le geotermiche e le termonucleari.
In questi grandi alternatori, l'energia elettrica è prodotta a livelli di tensione nell'ordine di migliaia di volt, solitamente trifase alla frequenza di 50 Hertz (60 negli Stati Uniti e in pochi altri Paesi). La velocità di rotazione è costante, è funzione delle caratteristiche costruttive della macchina e del motore primo al quale è accoppiata, ed è indipendente dal carico; al crescere o al diminuire di questo (ovvero degli utilizzatori collegati) non varia la velocità di rotazione, ma per mantenerla invariata è necessario aumentare o diminuire la portata della forza che lo fa muovere, questo perché ogni utilizzatore collegato aumenta la resistenza opposta al moto (forza contro-elettromotrice).
Grazie alla capacità raggiunta dall'industria elettronica nella miniaturizzazione dei componenti, l'alternatore ha progressivamente sostituito la dinamo nella produzione di energia elettrica nelle automobili ed in tutti gli altri veicoli a motore. Esso ha la funzione di mantenere carica la batteria, necessaria all'avviamento del motore ed alimentare tutte le funzioni elettriche di bordo. Poiché non esiste un mezzo per immagazzinare energia elettrica in corrente alternata, è presente un ponte raddrizzatore che ha la funzione di trasformarla in continua e consentirne così accumulo nella batteria.
Anche nelle biciclette si è imposto l'uso di un piccolo alternatore, in sostituzione della dinamo, per alimentare i dispositivi di illuminazione.

## Prove a vuoto e in corto-circuito
Queste prove servono ad analizzare le caratteristiche dell'alternatore.
La prova a vuoto permette di ricavare la caratteristica di magnetizzazione e della f.e.m., per tale prova l'alternatore deve essere trascinato da un motore il quale deve vincere le perdite a vuoto del generatore, che ammontano allo 0,5÷4% della potenza nominale
La prova in cortocircuito permette di ottenere la corrente di cortocircuito permanente, del rapporto di cortocircuito e il tracciamento della caratteristica di cortocircuito

## Funzionamento stazionario

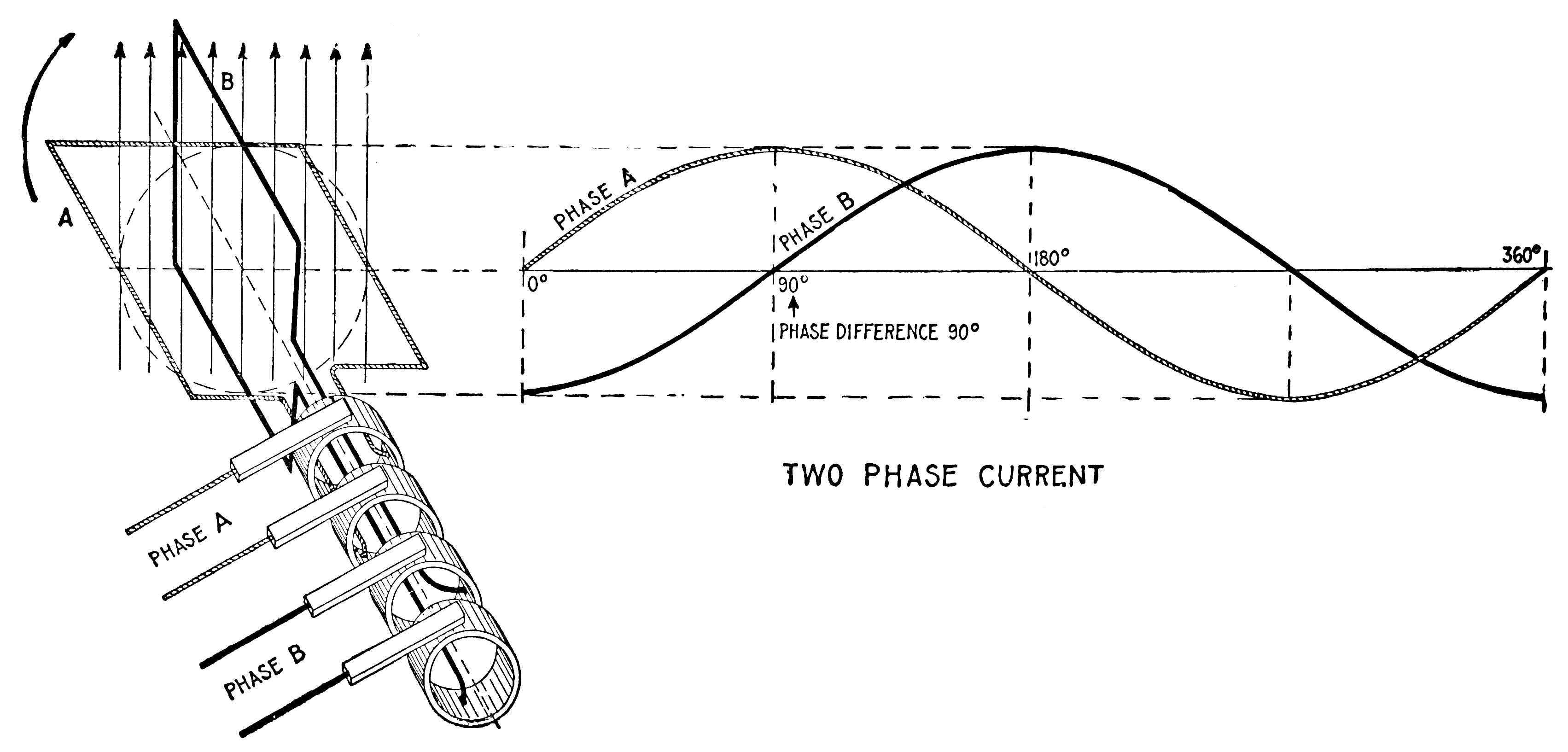
Principio di funzionamento di un alternatore a 2 fasi.

L'alternatore, nella sua forma più semplice è composto da un solenoide investito da un campo magnetico vincolato a ruotare attorno ad un asse perpendicolare alle linee di campo. Consideriamo infatti le seguenti approssimazioni:
- circuiti magnetici lineari
- induzione magnetica al traferro radiale (equivalente a spessore del traferro trascurabile) e sinusoidale.
- arco di avvolgimento trascurabile
- frequenza meccanica rotorica costante {\displaystyle {\dot {\omega }}=0} (e pari per definizione di macchina sincrona alla frequenza di induzione)

Definiamo innanzitutto due coordinate generalizzate: 
- l'angolo variabile del campo rotorico rispetto ad una fase statorica: {\displaystyle \theta =\cos ^{-1}\left({\frac {{\vec {B}}_{r}\cdot {\vec {R}}_{s1}}{B_{r}R_{s1}}}\right)}
- l'angolo variabile di un avvolgimento rotorico rispetto alla stessa fase statorica: {\displaystyle \omega t+\delta =\cos ^{-1}\left({\frac {{\vec {R}}_{r}\cdot {\vec {R}}_{s1}}{R_{r}R_{s1}}}\right)}.

Esprimiamo allora l'induzione magnetica rotorica vista dalla fase statorica:
{\displaystyle B_{r}=B_{r\,max}\cos {(\theta -\omega t-\delta )}}
dove l'ampiezza (che per la bassa frequenza verifica la legge di Ampère, cioè senza corrente di spostamento):
{\displaystyle B_{r\,max}={\frac {\mu }{2d}}N_{r}I_{r\,max}}
e quindi il flusso magnetico rotorico concatenato con la fase statorica di riferimento vale scegliendo la superficie semicilindrica interna dello statore:
{\displaystyle \Phi _{r}=\int _{-{\frac {\pi }{2}}}^{\frac {\pi }{2}}{\vec {B}}_{r}\cdot \operatorname {d} {(N_{s}{\vec {h}}\times {\vec {R}}\theta )}=L_{r}(t)I_{r\,max}}
dove Lr è l'induttanza rotorica variabile, che risolvendo l'integrale vale:
{\displaystyle L_{r}={\frac {\mu hR}{d}}N_{r}N_{s}\cos {(\omega t+\delta )}}.
Corrispondentemente l'induzione magnetica di una fase statorica sf su di un'altra è un'onda quadra di ampiezza:
{\displaystyle 2B_{sf}={\frac {\mu }{d}}N_{s}I_{sf}}
Poiché le spire occupano però di fatto un arco di avvolgimento non trascurabile, viene approssimata in serie di Fourier troncata al primo ordine:
{\displaystyle B_{sf}={\frac {2}{\pi }}{\frac {\mu }{d}}N_{s}I_{sf}\cos \theta _{f}}
il coefficiente 2/π rende la media integrale del campo sinusoidale identica all'intensità del campo quadro: {\displaystyle {\frac {2}{\pi }}\int _{0}^{\frac {\pi }{2}}\cos \theta _{f}\operatorname {d} \theta _{f}={\frac {2}{\pi }}}.
La corrente statorica è alternata con la stessa frequenza del campo rotore, quindi:
{\displaystyle B_{sf}={\frac {2\mu }{2\pi d}}N_{s}I_{sf\,max}\cos \theta _{f}\cos {(\omega t+\phi _{f})}}
ed esprimendo ogni induzione nelle coordinate della fase di riferimento che ha angoli θ e φ, nel sistema a Nf fasi:
{\displaystyle B_{sf}=B_{sf\,max}\cos \left(\theta +{\frac {2\pi f}{N_{f}}}\right)\cos \left(\omega t+\phi +{\frac {2\pi f}{N_{f}}}\right)}
con {\displaystyle B_{sf\,max}={\frac {2\mu }{\pi d}}N_{s}I_{sf\,max}}.
In base alla seconda formula di Werner possiamo scomporre ogni induzione in due campi controrotanti:
{\displaystyle B_{sf}={\frac {B_{sf\,max}}{2}}\cos(\theta -\omega t-\phi )+B_{sf\,max}\cos \left({\frac {4\pi f}{N_{f}}}+\theta +\omega t+\phi \right)}
Le induzioni sono sommabili se sono lineari; se inoltre le ampiezze delle correnti delle fasi statoriche sono uguali fra loro, lo saranno anche quelle delle induzioni magnetiche, quindi le possiamo portare fuori dalle sommatorie:
{\displaystyle B_{s}=\sum _{f=1}^{N_{f}}B_{sf}={\frac {B_{sf\,max}}{2}}\sum _{f=1}^{N_{f}}\cos(\theta -\omega t-\phi )+{\frac {B_{sf\,max}}{2}}\sum _{f=1}^{N_{f}}\cos \left(\theta +\omega t+\phi +{\frac {4n\pi }{N_{f}}}\right)=}
{\displaystyle ={\frac {N_{f}}{2}}B_{sf\,max}\cos(\theta -\omega t-\phi )+{\frac {B_{sf\,max}}{2}}\,0}
La prima è una sommatoria di termini costanti, la seconda invece risulta nulla perché i termini sono partizioni di due angoli giri in Nf parti.
Infine il flusso magnetico statorico concatenato la fase di riferimento vale:
{\displaystyle \Phi _{s}=\int _{-{\frac {\pi }{2}}}^{\frac {\pi }{2}}{\vec {B}}_{s}\cdot \operatorname {d} {({\vec {h}}\times {\vec {R}}\theta )}=L_{s}I_{s}(t)}
dove Lsb è l'induttanza statorica Ls senza considerare la componente di dispersione Lsd, che risolvendo l'integrale vale:
{\displaystyle L_{sb}={\frac {2\mu hR}{\pi d}}N_{s}^{2}},
mentre Is la corrente statorica totale riportata sulla fase, pari a:
{\displaystyle I_{s}(t)=N_{f}I_{sf\,max}\cos {(\omega t+\phi )}},
Ora per il principio di sovrapposizione valido per circuiti magnetici lineari, e la legge di Faraday-Neumann-Lenz:
{\displaystyle V(t)=-{\dot {L}}_{r}I_{r\,max}-L_{s}{\dot {I}}_{s}=V_{0}-L_{s}{\dot {I}}_{s}},
dove {\displaystyle V_{0}={\frac {\mu hR\omega }{d}}N_{r}N_{s}I_{r\,max}\sin({\omega t+\delta })} è detta tensione a vuoto dell'alternatore.
eseguendo la trasformata di Fourier della precedente equazione, si ha:
{\displaystyle V(\omega )=V_{0}-jX_{s}(\omega )I_{s}(\omega )},
dove {\displaystyle X_{s}=L_{s}\omega }, è la reattanza sincrona.
Questo permette di delineare il circuito elettrico equivalente dell'alternatore.

## Vantaggi tecnici rispetto ad una dinamo
I vantaggi tecnici nella produzione di energia elettrica in un alternatore rispetto ad una dinamo sono sostanzialmente due:
- L'eliminazione di parti striscianti
- La produzione di energia elettrica in corrente alternata anziché in corrente continua.

L'eliminazione delle spazzole, ovvero i contatti striscianti che hanno la necessità di un contatto meccanico con il collettore, riduce in un alternatore la quantità di parti necessarie alla sua costruzione rispetto alla costruzione di una dinamo, e riduce anche la necessità di manutenzione periodica della macchina a causa del consumo delle parti in contatto.
Benché la tecnologia negli anni abbia contribuito a migliorare le qualità meccaniche delle dinamo abbassando la resistenza elettrica nei materiali usati, il rendimento totale di una dinamo risente comunque delle frazioni di energia sottratte per attrito, per cui gli alternatori l'hanno sostituita quasi del tutto nel compito della produzione di energia elettrica, a parte i rari casi nei quali si renda necessario generare corrente continua e non si possa utilizzare un raddrizzatore, o risulti poco conveniente farlo.

## Motoalternatore
L'alternatore in ambito trasporti vide un'evoluzione, che prevede l'utilizzo dell'alternatore anche come motore d'avviamento.